# Histoire de la diplomatie
 (décembre 2019).
Si vous disposez d'ouvrages ou d'articles de référence ou si vous connaissez des sites web de qualité traitant du thème abordé ici, merci de compléter l'article en donnant les références utiles à sa vérifiabilité et en les liant à la section « Notes et références ».
L’histoire de la diplomatie est une discipline historiquement orientée sur l’étude des relations entre États dans une période de temps donnée. La diplomatie, qui vient du mot « diplôme » qui signifiait aux temps modernes, « acte juridique », est une négociation aboutissant à des actes planifiant et régulant les relations entre les États.

## Origines de la diplomatie dans la culture européenne

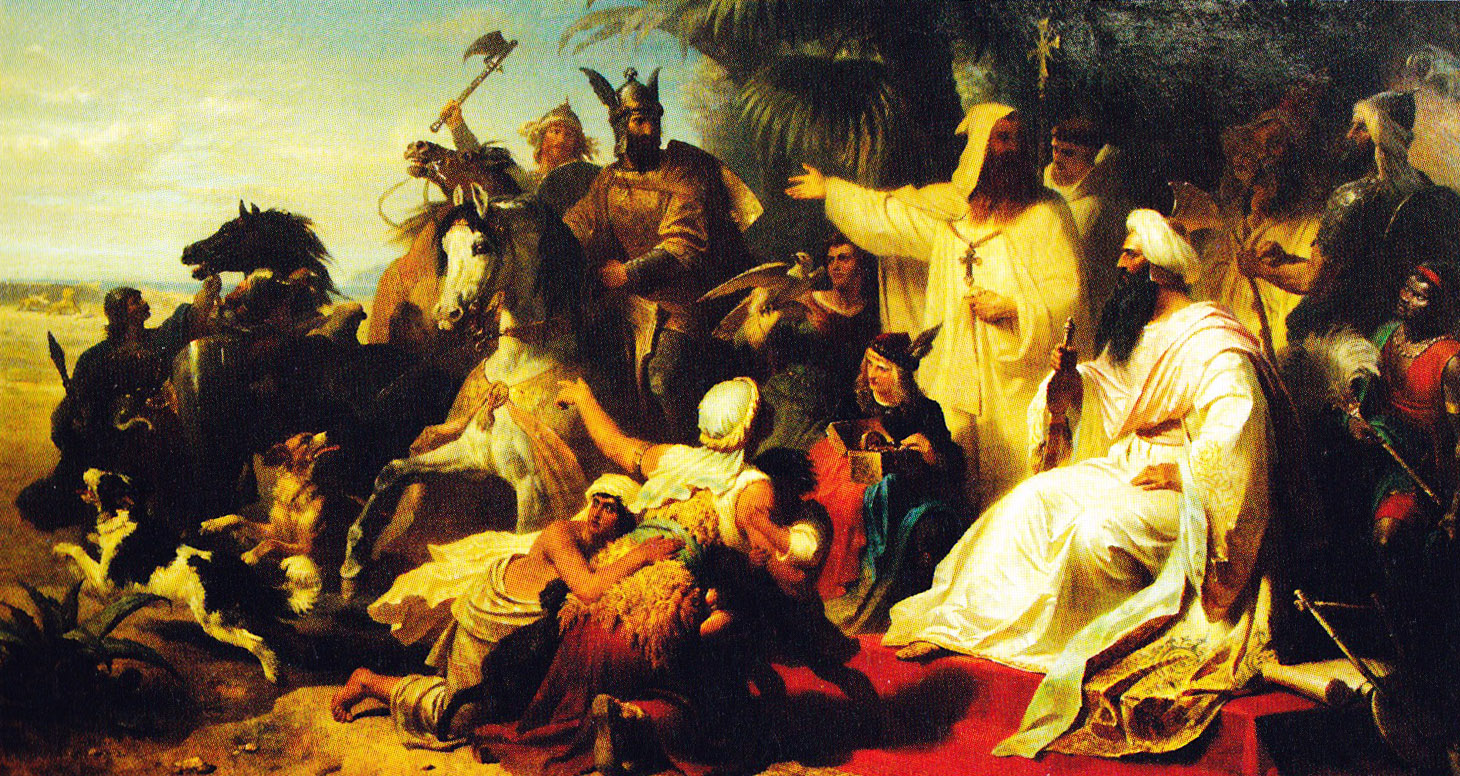
Hâroun ar-Rachîd recevant une délégation de Charlemagne à Baghdad par Julius Köckert (1864).

Jusqu'aux temps modernes (c'est-à-dire approximativement la Renaissance), la diplomatie telle qu’on la connait n'existait pas. Les émissaires envoyés par les différents États (cités grecques, tribus gauloises, Empire romain, empires orientaux, Empire carolingien et ses missi dominici, etc.) se limitaient au rôle de messager et n'avaient pas celui de négociateur.
C'est aux temps modernes, avec la théorisation du droits des États (jus gentium) que la notion de diplomatie est apparue, proposant une alternative à la guerre. Ainsi, dans certains cas, les ambassadeurs remplaçaient les généraux, sans pour autant réduire leur rôle à néant dans la mesure où la force armée était (et demeure) un argument convaincant en négociation.
La langue française étant promue langue officielle en France par l'ordonnance de Villers-Cotterêts, promulguée par François Ier en 1539, le français est donc devenu la langue du droit et de l'administration française dans les actes officiels. Et cela, bien que le français fût une langue encore très peu parlée en France, en comparaison des nombreux dialectes régionaux.
Selon le diplomate américain de la guerre froide, Henry Kissinger, auteur de Diplomacy, le premier diplomate digne d'être connu est le cardinal de Richelieu (1586-1642), premier ministre du roi Louis XIII. C'est lui, en effet, qui a créé une notion inédite en matière de politique étrangère : la « raison d'État ». Ce principe consiste à privilégier la sûreté de l'État et du territoire (et ainsi, de facto de la population) par rapport aux autres priorités. L'application directe et, sûrement la plus représentative, de cette règle a eu lieu sous le « pseudo-règne » du cardinal. Alors que la France n'avait pas fini de panser les plaies terribles des guerres de Religion du XVIe siècle, un autre pays d'Europe, le Saint-Empire, était encore en plein chaos (l'empereur catholique luttait tant bien que mal contre des princes germaniques protestants). Dans le même temps, la situation internationale de la France était assez précaire dans la mesure où le royaume d'Espagne et le Saint-Empire étaient aux mains de la toute-puissante famille des Habsbourg. Prise en tenaille, la France craignait à chaque instant une double invasion par les Pyrénées et le Rhin. Afin de mettre fin à cette situation intenable qui ne permettait pas d'envisager un avenir stable, le rusé cardinal prit une décision allant à l'encontre même de son habit rouge : il ordonna que des moyens financiers, militaires et matériels soient fournis aux princes protestants germaniques afin de continuer à déstabiliser l'empereur Habsbourg, et, si possible, affaiblir durablement le pouvoir du Saint-Empire. Les ordres furent suivis et, malgré les récriminations que subit Richelieu – des anciens ligueurs français jusqu'à la Curie romaine – ce tour diplomatique permit à la France de sécuriser ses frontières est et sud-ouest (l'Espagne n'osant plus se montrer menaçante sans un allié fort pour l'appuyer). C'est cette suprématie française sur le continent qui permit, entre autres, à Louis XIV, d'étendre son royaume à l'est, jusqu'en Hollande. Dans le courant du XVIIe siècle, la règle de la « raison d'état » fut adoptée par tous les pays européens, ôtant à la France son avantage en politique étrangère.
En réalité, ce n'est pas Richelieu qui a inventé le concept de « raison d'État » en tant que tel. On le doit à deux auteurs italiens, Nicolas Machiavel dans le Prince (De Principatibus, 1513) et Giovanni Botero, De la raison d'État (Della Ragione del Stato, 1589). Machiavel ne cite jamais la « raison d'État », mais toute sa doctrine y correspond. Pour preuve, ce passage assez laconique du chapitre XV de son œuvre majeure : « Bien des gens ont imaginé des républiques et des principautés telles qu'on n'en a jamais vu ni connu. Mais à quoi servent ces imaginations ? Il y a si loin de la manière dont on vit à celle dont on devrait vivre, qu'en n'étudiant que cette dernière on apprend plutôt à se ruiner qu'à se conserver ; et celui qui veut en tout et partout se montrer homme de bien ne peut manquer de périr au milieu de tant de méchants ». L'homme d'État n'est donc pas l'homme de bien rêvé par nombre de philosophes mais en réalité un être rompu à la turpitude des évènements socio-politiques et n'hésitant pas à faire acte de cynisme le cas échéant.
Carl von Clausewitz, officier pendant les guerres napoléoniennes, évoquera dans une formule lapidaire le rôle de la diplomatie en ces termes : « La guerre est le prolongement de la politique par d'autres moyens », politique étant à comprendre dans le sens affaires internationales. Ainsi guerre et diplomatie ne sont pas forcément antinomiques dans l'esprit clausewitzien, mais plutôt complémentaires dès lors que l'objectif recherché a été fixé.
Rare femme dans un domaine « réservé » aux hommes, Zara Steiner publie en 1982 le Times Survey of Foreign Ministries of the World, « une entreprise savante majeure, impliquant des dizaines d'historiens ». Ses deux volumes massifs et magistraux, The Lights That Failed (2005) et The Triumph of the Dark (2011), dans le cadre de l'Oxford History of Modern Europe, témoignages de la minutie et de l'érudition de leur auteur, sont des ouvrages de référence,.